# Мейн-Ривер
Мейн-Ривер (англ. Main River) — река на острове Ньюфаундленд в провинции Ньюфаундленд и Лабрадор на востоке Канады.

## География
Бассейн Мейн-Ривера расположен в южной части Великого Северного полуострова на северо-западе острова Ньюфаундленд. Река берёт начало из озёр Фор-Пондс в горах Лонг-Рейндж на высоте 370 метров близ национального парка Грос-Морн, течёт в юго-восточном направлении, впадает в залив Уайт-Бей Атлантического океана у посёлка Сопс-Арм. Длина реки составляет 57 км, из которых 25 км она течёт в глубоком каньоне с крутыми, обрывистыми склонами. Порожиста, является одной из рек, привлекательных для каноистов.
Происхождение названия не известно, впервые появилась на картах Британского Адмиралтейства в 1897 году.

## Растительный и животный мир
Река Майн находится в одном из немногих районов острова Ньюфаундленда с нетронутой дикой природой. Растительность в верховьях в основном представлена низкорослыми, карликовыми кустарниками с небольшими островками леса. Ниже по течению по берегам реки растут уникальные древние хвойные леса, в которых представлены главным образом пихты, лиственницы и чёрные ели. Деревья живут в этих лесах в 3 раза дольше, чем в обычном лесу и достигают значительно большей высоты. В верхней части бассейна реки растёт клюква, а также множество болотных и полевых цветов. Дёрен канадский, грушанки, лилии, лишайники и мхи растут в тенистых и влажных лесах.
В бассейне реки обитают такие крупные млекопитающие, как лось, северный олень и барибал. Лесная куница, которая ещё в 1986 году была под угрозой исчезновения, вновь появилась здесь. В бассейне реки также обитает речная выдра, бобёр, заяц, американская норка, красная белка, рысь, лисица.
Около 90 видов птиц часто посещают бассейн реки. Белоголовый орлан, скопа и филин являются крупнейшими представителями орнитофауны, населяющей регион. Около 100 пар канадской казарки обитает в пойме реки. Здесь гнездятся и другие водоплавающие птицы, в их числе обыкновенный гоголь, американская чёрная кряква, средний крохаль и зеленокрылый чирок. В реке также обитает одна из самых здоровых популяций атлантического лосося в провинции.
В 2001 году река включена в Список охраняемых рек Канады. В 2009 году создан провинциальный парк, в который вошли как древние леса, так и каньон Уайт-Уотер.